# مومباسيليو
مومباسيليو هيبلدية (كوميون) في مقاطعة كونيو في منطقة بيدمونت الإيطالية، وتقع على بعد نحو 80 كيلومتر (50 ميل) جنوب شرق تورينو ونحو 35 كيلومتر (22 ميل) شرق كونيو.